# NGC 4727
NGC 4727 (również NGC 4740 lub PGC 43499) – galaktyka spiralna z poprzeczką (SBbc), znajdująca się w gwiazdozbiorze Kruka.
Odkrył ją William Herschel 8 lutego 1785 roku. Prawdopodobnie obserwował ją też Lewis A. Swift 27 kwietnia 1887 roku, jednak niedokładnie obliczył jej pozycję i uznał ją za nowo odkryty obiekt. John Dreyer w swoim New General Catalogue skatalogował obserwację Herschela jako NGC 4727, a Swifta jako NGC 4740.
W galaktyce tej zaobserwowano supernowe SN 1965B i SN 2003eg.